# Mistrzostwa Polski Seniorów w Lekkoatletyce 1964
40. Mistrzostwa Polski Seniorów w Lekkoatletyce – zawody sportowe, które rozgrywane były w Warszawie na Stadionie Wojska Polskiego w dniach 16–19 lipca 1964 roku.
Podczas mistrzostw rekordy Polski ustanowili Edward Czernik i Jarosława Bieda w skoku wzwyż wynikami 2,18 m i 1,75 m.

## Rezultaty
| NR – rekord Polski \| SB – najlepszy wynik w sezonie \| PB – rekord życiowy |

### Mężczyźni
| Konkurencja:                       | 1. miejsce                                                                      | Rezultat | 2. miejsce                                                             | Rezultat | 3. miejsce                                                                 | Rezultat |
| Bieg na 100 metrów                 | Marian Foik Legia Warszawa                                                      | 10,3     | Andrzej Zieliński Gwardia Warszawa                                     | 10,4     | Wiesław Maniak Pogoń Szczecin                                              | 10,5     |
| Bieg na 200 metrów                 | Marian Foik Legia Warszawa                                                      | 21,0     | Andrzej Badeński Legia Warszawa                                        | 21,0     | Andrzej Zieliński Gwardia Warszawa                                         | 21,1     |
| Bieg na 400 metrów                 | Andrzej Badeński Legia Warszawa                                                 | 46,0     | Marian Filipiuk Lumel Zielona Góra                                     | 47,2     | Jerzy Kowalski Zawisza Bydgoszcz                                           | 47,3     |
| Bieg na 800 metrów                 | Jerzy Bruszkowski Zawisza Bydgoszcz                                             | 1:50,2   | Zdzisław Lipkowski Gwardia Warszawa                                    | 1:50,4   | Eryk Żelazny Zawisza Bydgoszcz                                             | 1:50,8   |
| Bieg na 1500 metrów                | Witold Baran Zawisza Bydgoszcz                                                  | 3:42,8   | Roman Tkaczyk Górnik Wałbrzych                                         | 3:45,2   | Zbigniew Wójcik Wisła Kraków                                               | 3:45,5   |
| Bieg na 5000 metrów                | Lech Boguszewicz Spójnia Gdańsk                                                 | 13:54,8  | Kazimierz Zimny Lechia Gdańsk                                          | 14:01,8  | Edward Stawiarz Wawel Kraków                                               | 14:14,4  |
| Bieg na 10 000 metrów              | Kazimierz Podolak Wybrzeże Gdańsk                                               | 29:52,0  | Stanisław Ożóg Wawel Kraków                                            | 29:55,4  | Mieczysław Kierlewicz Legia Warszawa                                       | 30:23,6  |
| Bieg na 110 metrów przez płotki    | Edward Bugała Warszawianka                                                      | 14,5     | Adam Kołodziejczyk Cracovia                                            | 14,5     | Włodzimierz Martinek Warta Poznań                                          | 14,6     |
| Bieg na 400 metrów przez płotki    | Bogusław Gierajewski AZS Warszawa                                               | 51,4     | Zdzisław Kumiszcze Zawisza Bydgoszcz                                   | 51,5     | Edward Bugała Warszawianka                                                 | 52,3     |
| Bieg na 3000 metrów z przeszkodami | Edward Szklarczyk Legia Warszawa                                                | 8:45,6   | Paweł Kiczyłło AZS Poznań                                              | 8:53,2   | Edward Motyl Olimpia Poznań                                                | 8:59,4   |
| Sztafeta 4 × 100 metrów            | Warszawa Andrzej Zieliński Marian Foik Edward Romanowski Tadeusz Cuch           | 41,5     | Gdańsk Zbysław Anielak Harry Pionke Maciej Zagórski Waldemar Świerszcz | 41,8     | Kraków Jerzy Czopik Zbigniew Makulec Zdzisław Szczerba Ryszard Kielar      | 41,9     |
| Sztafeta 4 × 400 metrów            | Warszawa Bogusław Gierajewski Janusz Zwoliński Andrzej Jesień Andrzej Haberling | 3:12,7   | Katowice Jan Cholewa Janusz Sieg Jan Lenartowicz Bernard Sładek        | 3:14,4   | Poznań Jacek Gibiński Józef Sadowski Wojciech Lipoński Piotr Wojciechowski | 3:14,8   |
| Skok wzwyż                         | Edward Czernik Lumel Zielona Góra                                               | 2,18 NR  | Stefan Szwarczewski Gwardia Wrocław                                    | 2,06     | Jerzy Wierciński LZS Rejowiec                                              | 2,00     |
| Skok o tyczce                      | Włodzimierz Sokołowski Lotnik Warszawa                                          | 4,70     | Włodzimierz Osiński AZS Poznań                                         | 4,70     | Ryszard Kester Spójnia Gdańsk                                              | 4,60     |
| Skok w dal                         | Andrzej Stalmach Górnik Zabrze                                                  | 7,69     | Waldemar Gawron Włókniarz Sosnowiec                                    | 7,51     | Tomasz Tołłoczko AZS Wrocław                                               | 7,49     |
| Trójskok                           | Ryszard Malcherczyk Legia Warszawa                                              | 16,05    | Jan Jaskólski Zawisza Bydgoszcz                                        | 16,03    | Artur Szczepański Legia Warszawa                                           | 15,65    |
| Pchnięcie kulą                     | Władysław Komar Wybrzeże Gdańsk                                                 | 18,78    | Alfred Sosgórnik Górnik Zabrze                                         | 17,86    | Eugeniusz Kwiatkowski Zawisza Bydgoszcz                                    | 17,20    |
| Rzut dyskiem                       | Edmund Piątkowski Legia Warszawa                                                | 59,87    | Zenon Begier Zawisza Bydgoszcz                                         | 57,26    | Jerzy Klockowski Bałtyk Gdynia                                             | 54,52    |
| Rzut młotem                        | Tadeusz Rut Legia Warszawa                                                      | 66,92    | Zdzisław Smoliński Legia Warszawa                                      | 65,13    | Olgierd Ciepły Zawisza Bydgoszcz                                           | 64,98    |
| Rzut oszczepem                     | Władysław Nikiciuk AZS Warszawa                                                 | 84,49    | Janusz Sidło Sparta Warszawa                                           | 82,14    | Zbigniew Radziwonowicz Legia Warszawa                                      | 75,67    |

### Kobiety
| Konkurencja:                   | 1. miejsce                                                                   | Rezultat | 2. miejsce                                                                          | Rezultat | 3. miejsce                                                                       | Rezultat |
| Bieg na 100 metrów             | Halina Górecka Górnik Zabrze                                                 | 11,7     | Teresa Ciepły Zawisza Bydgoszcz                                                     | 12,0     | Maria Piątkowska Legia Warszawa                                                  | 12,0     |
| Bieg na 200 metrów             | Halina Górecka Górnik Zabrze                                                 | 24,2     | Elżbieta Kolejwa Gwardia Warszawa                                                   | 24,9     | Alicja Kurstak Jagiellonia Białystok                                             | 25,1     |
| Bieg na 400 metrów             | Celina Gerwin Legia Warszawa                                                 | 56,3     | Wanda Witter AZS Poznań                                                             | 57,6     | Małgorzata Grunwald Polonia Warszawa                                             | 58,6     |
| Bieg na 800 metrów             | Danuta Sobieska Gwardia Olsztyn                                              | 2:10,2   | Henryka Jóźwik Budowlani Kielce                                                     | 2:10,4   | Maria Mróz Budowlani Bydgoszcz                                                   | 2:10,4   |
| Bieg na 80 metrów przez płotki | Teresa Ciepły Zawisza Bydgoszcz                                              | 10,8     | Maria Piątkowska Legia Warszawa                                                     | 10,9     | Halina Krzyżańska Lech Otrębusy                                                  | 11,0     |
| Sztafeta 4 × 100 metrów        | Warszawa Maria Piątkowska Elżbieta Kolejwa Ewa Kłobukowska Elżbieta Bednarek | 46,4     | Bydgoszcz Krystyna Chojnacka Elżbieta Żuralska Agnieszka Cząstkiewicz Teresa Ciepły | 48,0     | Poznań Lucyna Ścierzanka Bożena Woźniak Grażyna Iłowiecka Małgorzata Stepczyńska | 48,5     |
| Skok wzwyż                     | Jarosława Bieda AZS Kraków                                                   | 1,75 NR  | Maria Jasińska Wawel Kraków                                                         | 1,60     | Łucja Noworyta Gwardia Warszawa                                                  | 1,55     |
| Skok w dal                     | Mirosława Sałacińska AZS Kraków                                              | 6,13     | Halina Krzyżańska Lech Otrębusy                                                     | 6,05     | Renata Hein Baildon Katowice                                                     | 6,00     |
| Pchnięcie kulą                 | Stefania Kiewłen Spójna Gdańsk                                               | 14,23    | Jadwiga Kowalczuk Gwardia Warszawa                                                  | 13,78    | Kazimiera Rykowska Gwardia Warszawa                                              | 13,67    |
| Rzut dyskiem                   | Kazimiera Rykowska Gwardia Warszawa                                          | 49,09    | Zyta Mojek Stal Mielec                                                              | 48,32    | Jadwiga Wojtczak AZS Warszawa                                                    | 47,52    |
| Rzut oszczepem                 | Daniela Tarkowska ŁKS Łódź                                                   | 50,55    | Lucyna Krawcewicz AZS Wrocław                                                       | 48,60    | Urszula Figwer AZS Kraków                                                        | 46,56    |

## Biegi przełajowe
37. mistrzostwa Polski w biegach przełajowych rozegrano 26 kwietnia w Zielonej Górze. Seniorki rywalizowały na dystansie 1,2 kilometra, a seniorzy na 3,5 km i 6 km.

### Mężczyźni
| Konkurencja:             | 1. miejsce                           | Rezultat | 2. miejsce                       | Rezultat | 3. miejsce                     | Rezultat |
| Bieg przełajowy (3,5 km) | Bolesław Kowalczyk Zawisza Bydgoszcz | 10:41,8  | Marian Jochman Zawisza Bydgoszcz | 10:42,0  | Roman Tkaczyk Górnik Wałbrzych | 10:42,0  |
| Bieg przełajowy (6 km)   | Edward Owczarek Gwardia Wrocław      | 20:18,2  | Stanisław Ożóg Wawel Kraków      | 20:23,6  | Edward Stawiarz Wawel Kraków   | 20:44,0  |

### Kobiety
| Konkurencja:             | 1. miejsce                         | Rezultat | 2. miejsce                      | Rezultat | 3. miejsce                     | Rezultat |
| Bieg przełajowy (1,2 km) | Krystyna Nowakowska Legia Warszawa | 3:25,9   | Danuta Sobieska Gwardia Olsztyn | 3:30,0   | Maria Mróz Budowlani Bydgoszcz | 3:31,0   |

## Maraton, chód na 20 kilometrów i wieloboje
Mistrzostwa w biegu maratońskim i chodzie na 20 kilometrów mężczyzn oraz w wielobojach zostały rozegrane 5 i 6 września w Łodzi.

### Mężczyźni
| Konkurencja:          | 1. miejsce                           | Rezultat  | 2. miejsce                        | Rezultat  | 3. miejsce                               | Rezultat  |
| Bieg maratoński       | Marian Jurczyński Wawel Kraków       | 2:41:37,8 | Benedykt Gugała Wisła Kraków      | 2:49:17,0 | Euzebiusz Fert Pionier Strzelce Opolskie | 2:53:43,2 |
| Chód na 20 kilometrów | Andrzej Czapliński Wybrzeże Gdańsk   | 1:41:39,6 | Janusz Wiśniewski Konradia Gdańsk | 1:44:17,6 | Eugeniusz Ornoch Flota Gdynia            | 1:47:25,0 |
| Dziesięciobój         | Tadeusz Grzegorzewski Legia Warszawa | 5795 pkt. | Ryszard Szmal Czarni Wrocław      | 5557 pkt. | Jerzy Detko Wybrzeże Gdańsk              | 5502 pkt. |

### Kobiety
| Konkurencja: | 1. miejsce                      | Rezultat  | 2. miejsce                    | Rezultat  | 3. miejsce                        | Rezultat  |
| Pięciobój    | Halina Krzyżańska Lech Otrębusy | 4167 pkt. | Anna Dzięciołowska Start Łódź | 3824 pkt. | Grażyna Abramowicz Legia Warszawa | 3791 pkt. |